# شيلي برجر
شيلي برجر هو نوع من الهامبرجر (يعرف كذلك باسم "شيلي سايز ذو الحجم الصغير، أو مجرد اسم «سايز»، وهو اسم مأخوذ من "حجم الهامبرجر"). ويتكون من هامبرجر مع فطيرة مضافًا عليها بهار كون كارني (بالانجليزية: chili con carne).  
وتقدم عادة مفتوحة دون طبقة علوية، ويقدم شيلي أحيانًا مع البرجر. او لوحده، أو مع الجبن والبصل أو عادة مع الطماطم من باب التزيين.  

### التاريخ
يعتقد ان توماس تومي دي فورست (بالانجليزية: Thomas M. “Ptomaine tommy’s DeForst) هو الذي ابتكر شيلي برجر في عشرينيات القرن العشرين، وهو الذي أسس مطعمًا يعمل طوال الليل ومفروشًا بنشارة الخشب، وكان يسمى تومين توميز (Ptomaine Tommy's)، في حي لينكون هايتس في لوس انجلس.  
وكان مطعم تومين توميز يعمل منذ حوالي عام 1919 إلى عام 1958، حيث كان يسمى شيلي برجر هناك «سايز»، والبصل المفروم كان يمسى «الزهور» أو «زهور البنفسج». 
اشتُـقّ مصطلح «سايز» – حسبما يقال – من حجم القطعة التي كانت تستخدم في مطعم تومين توميز. فكان في المطعم «مِغرفتان، أحدهما صغيرة والأخرى كبيرة» استُخدمت لتقديم الشيلي، لتغطية البرجر من أعلاه أو وضعها في سلطانية؛ وكانت اللغة الخاصة التي استخدمها الزبائن في الأصل هي «حجم هامبرجر» مقابل «حجم اللحم»، لكنهم اختصروها بعد ذلك إلى كلمة «الحجم» و «جحم كبير». فأصبح الاسم المختصر «سايز» أي بمعنى الحجم.  
وأُجبر تومين تومي على إغلاق مطعمه في العاشر من شهر أغسطس عام 1958 وباع ممتلكاته كي يسدد ديونة، ومات بعدها بأسبوع واحد. وقد أُبرزت خدمته للمجتع وابتكاره في قرار من مجلس الشيوخ بولاية كاليفورنيا في العام نفسه. وكان جون تي إيدج، المهتم بالكتابة عن الأطعمة، قد عدّ هذا الابتكار معلمًا تاريخيًا وبداية «تاريخ البرجر الذي يمكن تتبعه في لوس انجلس»، وهي الخطوة الأولى لما عدّه الشخصية الباروكية لعالم الهامبرجر في لوس انجلوس. 
وقد تخصصت العديد من سلاسل المطاعم في شيلي برجر. أحدها اوريجينال توميز (Original Tommy’s)، الذي يعود تاريخه إلى عام 1946. وكذلك مطعم فينرشنتْسل ، الذي يعود تاريخه إلى 1961. وفي وقت ما، قدمت مطاعم بوبْز بيج بوي (Bob’s Big Boy) في كاليفورنيا طبقًا يسمى «شيلي سايز»، وهو شيلي على فطيرة هامبرجر يقدم في سلطانية. 
برجر كارولينا هو نوع محلي من شيلي برجر يُقدّم مع سلطة كولسلو، والخردل، والبصل المقطع. وعلى الرغم من أنه منتشر في المطاعم المحلية شمال كارولينا وجنوبها، إلا أنه يقدم أيضًا في مطاعم وينديز (Wendy's) في فترات منتظمة باسم كلاسيك كارولينا.